# Ynys Catrin

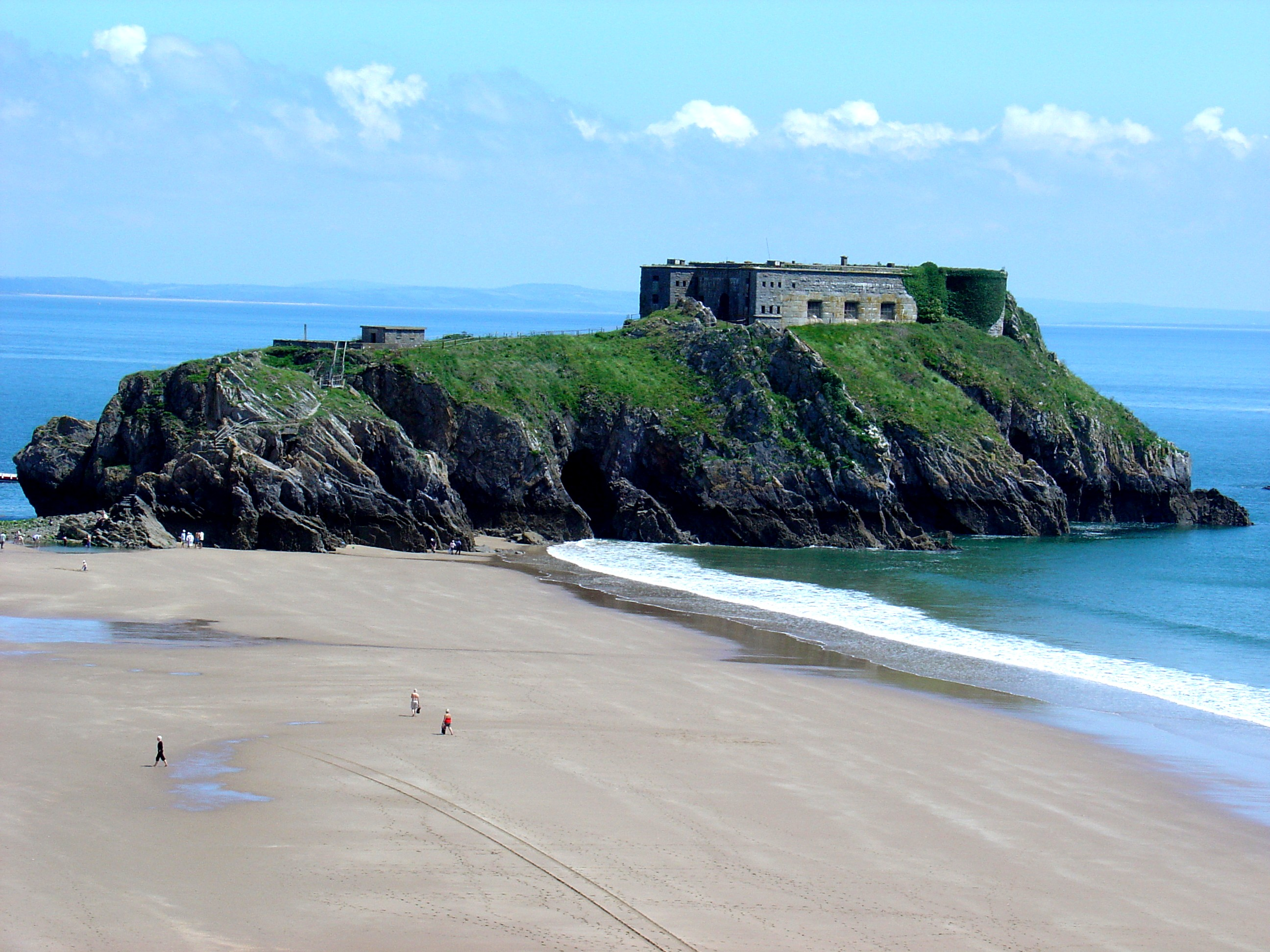
Ynys Catrin en marea baixa

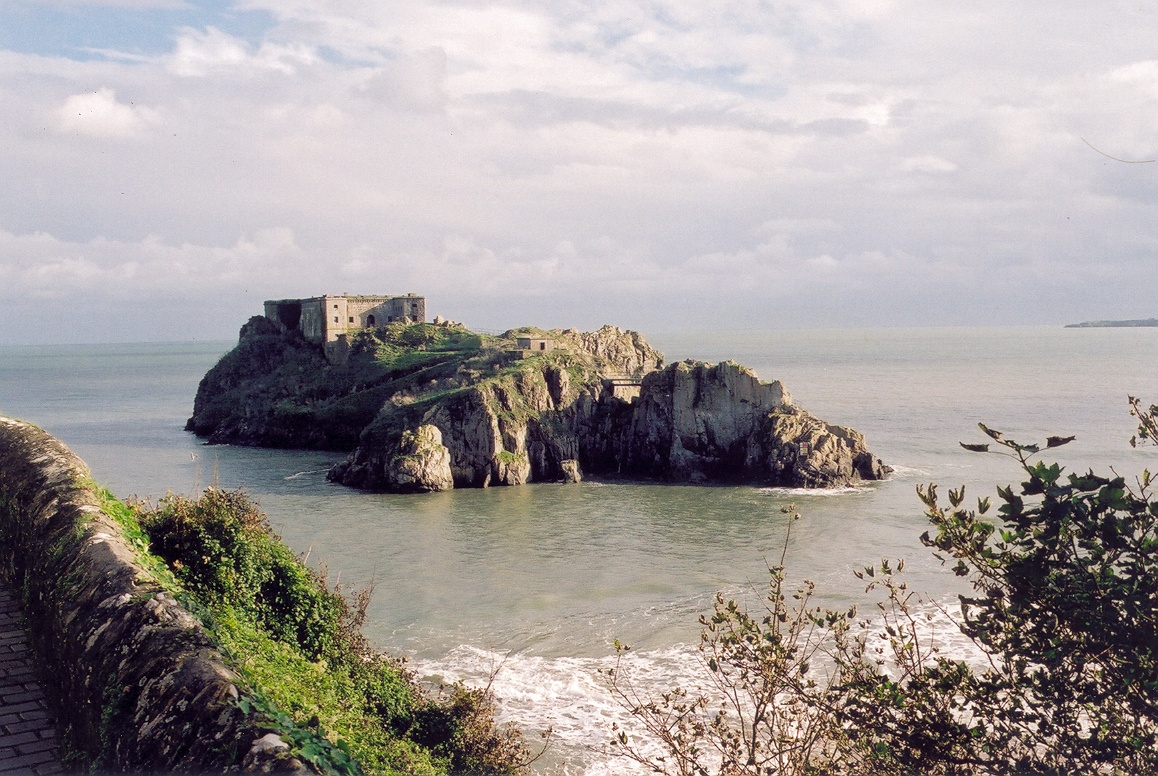
Ynys Catrin en marea alta

Ynys Catrin (Illa de Santa Caterina, Saint Catherine's Island en anglès) és una petita illa gal·lesa, accessible a peu eixut en marea baixa des del poble veí de Dinbych-y-Pysgod, en el comtat de Sir Benfro.
L'illa rep el seu nom d'una antiga capella -desapareguda temps enrere- dedicada a Santa Caterina. L'any 1870, i per mor de les guerres napoleòniques, s'hi bastí un fort per protegir els ports de Pembroke Dock i Aberdaugleddau. En el 1907 l'illa passà a mans privades per un preu de 500 lliures.
El Fort de Santa Caterina té quatre dormitoris principals, 16 habitacions en torretes i un antic saló de banquets amb una estàtua de mida real (o reial, en aquest cas) de la reina Victòria. En el soterrani es conserva el que havia estat una armeria amb capacitat per a 444 barrils de pólvora. En una fase de la seva història hom va usar el fort com a zoològic.
El lloc és conegut col·loquialment per La roca de Santa Caterina (Saint Catherine's Rock) i la zona situada davant seu rep el nom de "The Catterns".